# Cryptothelea gloverii
Cryptothelea gloverii là một loài bướm đêm thuộc họ Psychidae chúng sống trên cây cam. Ngoài ra, chúng còn ăn Camphor Scale (Pseudaonidia duplex), là một loại côn trùng nhỏ.

## Hình ảnh

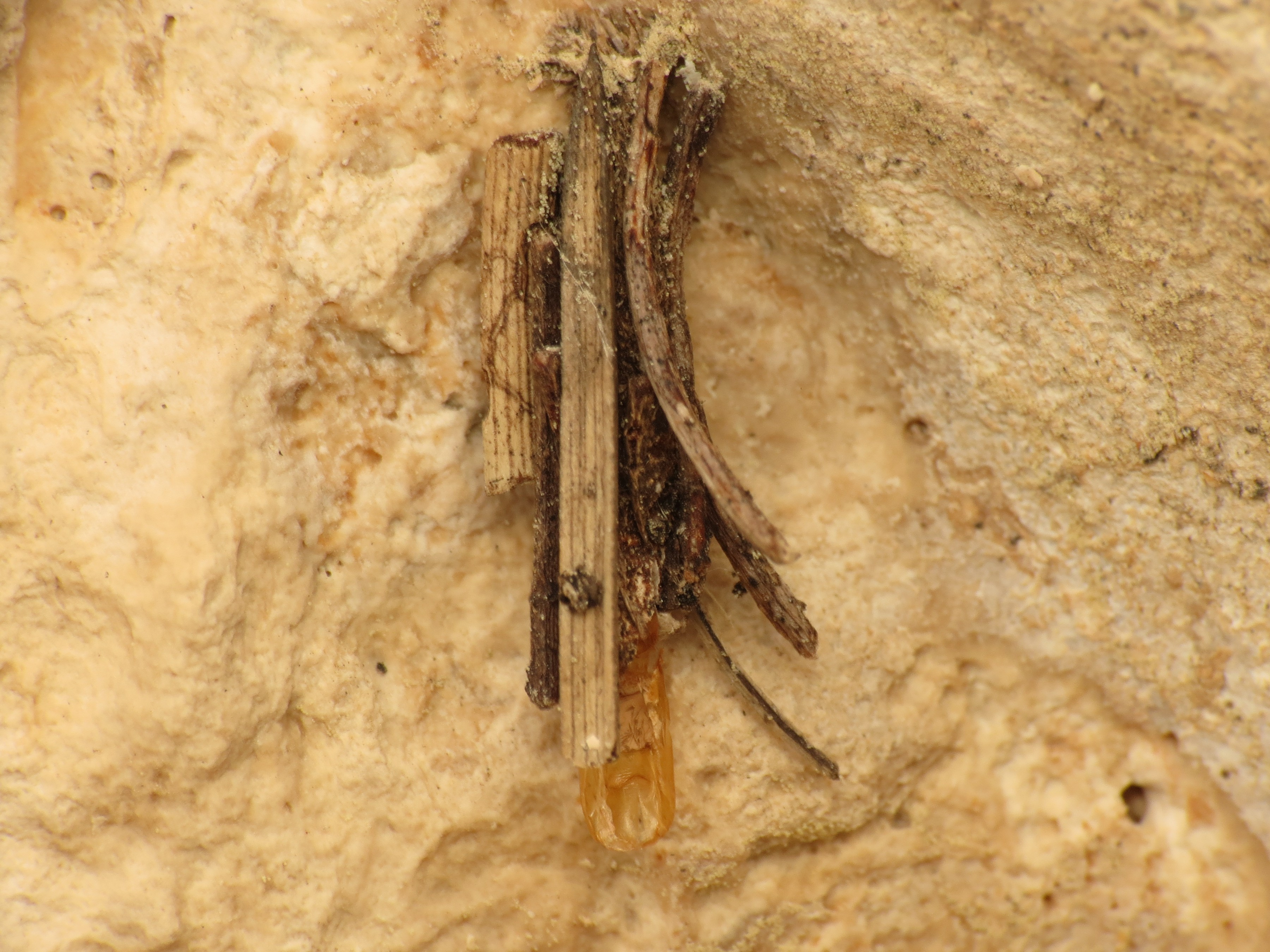
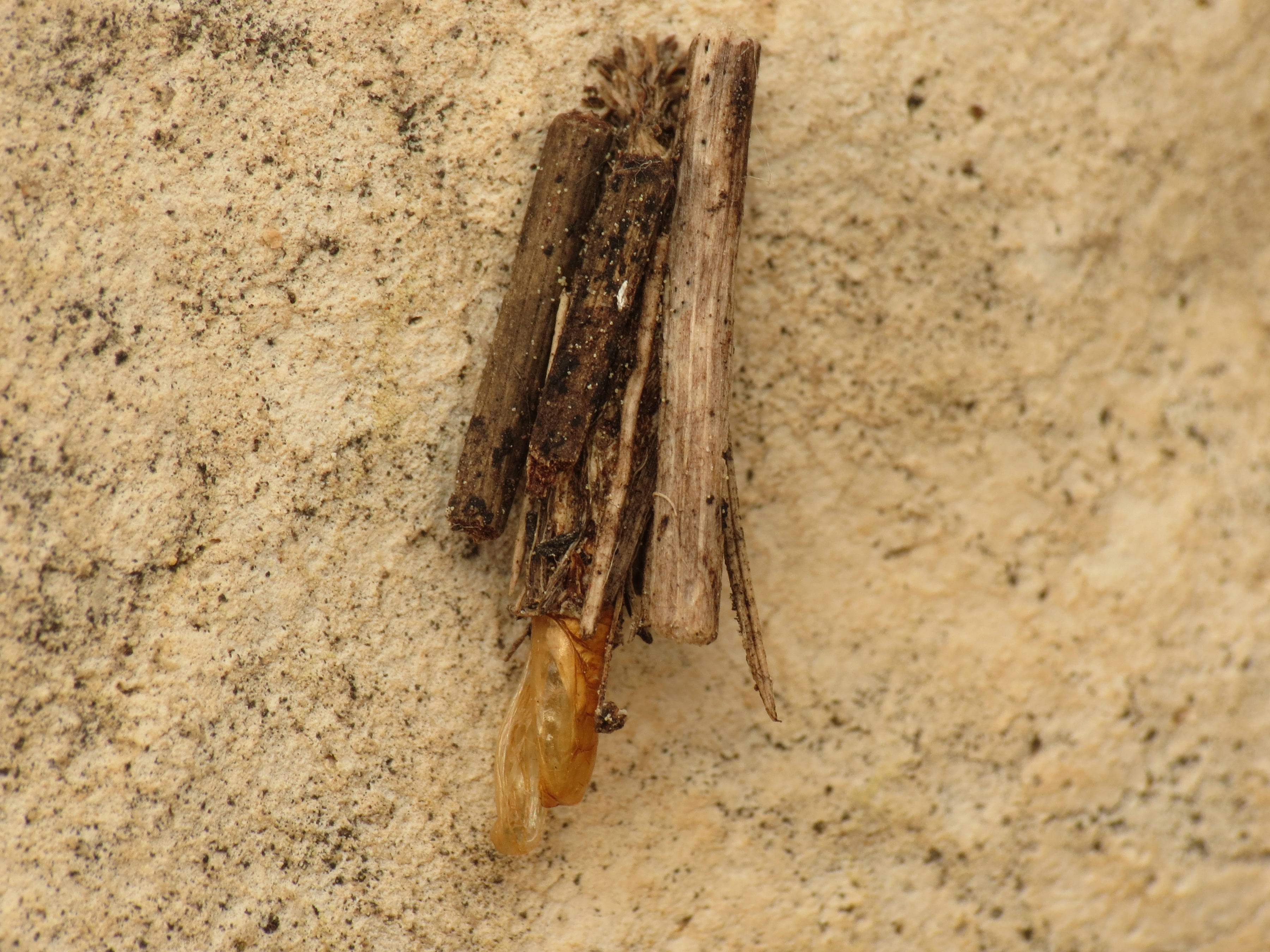